# Sean Astin
Sean Astin (Santa Monica, 25 de fevereiro de 1971), nome artístico de Sean Patrick Duke, é um ator, diretor e produtor estadunidense, tendo se formado na Universidade da Califórnia em Los Angeles em história. É famoso pelo seu papel como Mikey Walsh no filme The Goonies (um filme de 1985, produzido por Steven Spielberg), e também é conhecido por representar o personagem Samwise Gamgee na trilogia cinematográfica O Senhor dos Anéis, dirigida por Peter Jackson. Em 2017, Astin participou da série Stranger Things, representando Bob Newby.

## Vida anterior
Ele é o filho dos atores Patty Duke e John Astin, apesar de seu pai biológico ser Michael Tell, um escritor judeu-americano que se divorciou de Patty Duke pouco antes de seu casamento com John Astin.
Quando nasceu, foi achado que seu pai biológico era Desi Arnaz, Jr., mas isso foi provado incorreto. Sean é o irmão mais velho de Mackenzie Astin, também ator (em The Facts of Life).

## Vida pessoal
- Seu livro There and Back Again: An Actor's Tale (2004, ISBN 0312331460), co-escrito por Joe Layden, é a junção de suas experiências antes, durante e depois dos filmes de O Senhor dos Anéis. O título é derivado do subtítulo de The Hobbit, do autor do romance O Senhor dos Anéis, J. R. R. Tolkien.
- Astin e sua esposa Christine tem três filhas, Alexandra, Elizabeth  e Isabella todas com o nome do meio de Louise.

## Educação
- Graduado com honras na UCLA com especialização em História e Inglês (Literatura e Cultura Americana).
- Aluno e agora serve ao Quadro de Diretores da Associação de Patronos e o Conselho de Artes da Los Angeles Valley College.
- Fez colegial em Artes
- Fez mestrado no Conservatório Stella Adler em Los Angeles.

## Filmografia

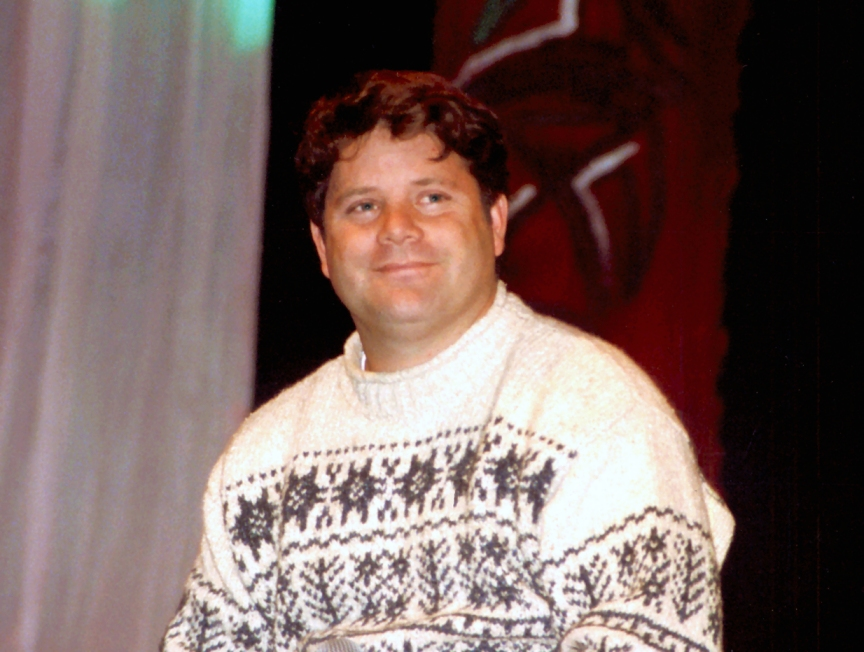
Sean Astin, 2006

### Filmes
| Ano  | Título                                              | Papel            | Notas        |
| ---- | --------------------------------------------------- | ---------------- | ------------ |
| 1985 | The Goonies                                         | Mikey Walsh      |              |
| 1986 | The B.R.A.T. Patrol                                 | Leonard Kinsey   | protagonista |
| 1987 | Like Father Like Son                                | Clarence/Trigger |              |
| 1989 | The War of the Roses                                | John Rose        |              |
| 1993 | Rudy                                                | Daniel Ruettiger |              |
| 2001 | The Lord of the Rings: The Felloswhip of the Ring   | Samwise Gamgee   |              |
| 2002 | The Lord of the Rings: The Two Towers               | Samwise Gamgee   |              |
| 2002 | Snow Dogs                                           | Chinook          | Voz          |
| 2003 | The Lord of the Rings: The Return of the King       | Samwise Gamgee   |              |
| 2004 | 50 First Dates                                      | Doug Witmore     |              |
| 2005 | Marilyn Hotchkiss Ballroom Dancing and Charm School | Kip Kipling      |              |
| 2005 | Smile                                               | Sr. Matthews     |              |
| 2006 | Astérix et les Vikings                              | Justforkix       | Voz inglesa  |
| 2006 | Click                                               | Bill             |              |
| 2014 | Mom's Night Out                                     | Sean             |              |
| 2014 | Video Games: The Movie                              | Narrador         |              |
| 2016 | Unleashed                                           | Carl             |              |
| 2020 | Adverse                                             | Frankie          |              |
| 2021 | Hero Mode                                           | Jimmy Tisdale    |              |

### Séries
| Ano       | Título              | Papel                 | Notas                                                                                              |
| --------- | ------------------- | --------------------- | -------------------------------------------------------------------------------------------------- |
| 2006      | 24 Horas            | Lynn McGill           | (Agente da Divisão/Supervisor da CTU) 5ª Temporada                                                 |
| 2007      | Monk                | Paul Buchanan         | Episódio: "Mr. Monk is at Your Service"                                                            |
| 2007      | My Name is Earl     | Vendedor              | Episódio: "Get a Real Job"                                                                         |
| 2016-2018 | Justice League Hero | Billy Batson / Shazam | Voz                                                                                                |
| 2017      | Stranger Things     | Bob Newby             | |
| 2019      | Brooklyn Nine-Nine  | Knox                  | Episódio "Ticking Clocks"                                                                          |
| 2019      | The Big Bang Theory | Dr. Pemberton         | Episódios: "The Confirmation Polarization," "The Laureate Accumulation," & "The Plagiarism Schism" |
| 2019      | No Good Nick        | Ed Thompson           | Papel Principal                                                                                    |

## Premiações
- Recebeu 5 premiações de Melhor Ator (coadjuvante/secundário), incluindo o Saturn Awards, por seu papel em The Lord of the Rings: The Return of the King
- Recebeu uma indicação ao Oscar de Melhor Curta-metragem de Animação, por "Kangaroo Court" (1994).
- Recebeu uma indicação ao MTV Movie Awards de Melhor Equipe, por "O Senhor dos Anéis - As Duas Torres" (2002).